# Яцек Гмох
Я̀цек Во̀йчех Гмох (на полски: Jacek Wojciech Gmoch) е полски футболист, роден на 13 януари 1939 г. в Прушков, Полша. През състезателната си кариера е защитник на Знич Прушков и Легия Варшава, като с екипа на „армейците“ има изиграни 90 мача.
В националния отбор има 29 участия, като футболната му кариера не пречи да завърши Политехническия институт във Варшава.
След края на състезателната си кариера се отдава на научна работа в САЩ за две години.

## Треньорска кариера
В треньорската професия е въведен от Кажимеж Гурски, на когото е помощник на Мондиал 74. След неуспешния му период начело на националния тим през 1979 г. Гмох за кратко води норвежкия Скейд, преди да се ориентира към гръцките отбори. През кариерата си в южната ни съседка Гмох ръководи общо 8 различни отбора, като по ирония на съдбата единствената му титла е именно с Лариса. Освен като опитен футболист специалистът Гмох се изявява и като писател, като неговата книга „Алхимия на футбола“ от 1978 г. бързо се превръща в бестселър в родината му.